# Gys og gæve tanter
Gys og gæve tanter er en dansk film fra 1966.
- Manuskript og instruktion Sven Methling jun.

Blandt de medvirkende kan nævnes:
- Helle Virkner
- Maria Garland
- Else Marie Hansen
- Hans W. Petersen
- Arthur Jensen
- Tove Maës
- Gyda Hansen
- Bjørn Puggaard-Müller
- Bertel Lauring
- Lars Lunøe
- Bjørn Spiro
- Baard Owe
- Kjeld Jacobsen
- Ingolf David